# Laguna de Ayarza
Laguna de Ayarza är en sjö i Guatemala.   Den ligger i departementet Departamento de Santa Rosa, i den södra delen av landet, 50 km sydost om huvudstaden Guatemala City. Laguna de Ayarza ligger 1 410 meter över havet. Arean är 14,0 kvadratkilometer. I omgivningarna runt Laguna de Ayarza växer huvudsakligen savannskog. Den sträcker sig 3,9 kilometer i nord-sydlig riktning, och 5,9 kilometer i öst-västlig riktning.